# Просениково
Просениково (на македонска литературна норма: Просениково) е село в община Струмица на Северна Македония.

## География
Селото е разположено в Струмишкото поле, североизточно от град Струмица.

## История
През XIX век селото е със смесено население. В „Етнография на вилаетите Адрианопол, Монастир и Салоника“, издадена в Константинопол в 1878 година и отразяваща статистиката на населението от 1873 година, Просиниок (Prossiniok) е посочено като село с 50 домакинства, като жителите му са 145 българи и 31 мюсюлмани. Според статистиката на Васил Кънчов („Македония. Етнография и статистика“) от 1900 година селото е населявано от 340 жители, от които 220 християни и 120 турци.
В началото на XX век цялото село е под върховенството на Българската екзархия. По данни на секретаря на екзархията Димитър Мишев през 1905 година в селото има 208 българи екзархисти и 66 цигани.
При избухването на Балканската война в 1912 година трима души от селото са доброволци в Македоно-одринското опълчение.
Според преброяването от 2002 година селото има 1550 жители.
Според данните от преброяването през 2021 г. Просениково има 1223 жители.
| Националност     | Всичко |
| северномакедонци | 1104   |
| албанци          | 1      |
| турци            | 0      |
| роми             | 0      |
| власи            | 0      |
| сърби            | 2      |
| бошняци          | 0      |
| други            | 116    |

В селото има основно училище „Герас Цунев“ и църква „Рождение на Пресвета Богородица“.

## Личности
Родени в Просениково
- Георги Наумов (1877 – ?), български революционер от ВМОРО, четник на Никола Жеков;[8] македоно-одрински опълченец, чета на Стамен Темелков, 3-та рота на 6-а охридска дружина[9]
- Димитър Витанов (о. 1891 или 1893 – ?), македоно-одрински опълченец, 4-та рота на 3-та солунска дружина[10]
- Митьо (Мито) Малинов (о. 1873 – ?), македоно-одрински опълченец, 2-ра рота на Лозенградската партизанска дружина, 2-ра рота на 6-а охридска дружина[11]